# Ендикот (Небраска)
Ендикот (енгл. Endicott) град је у америчкој савезној држави Небраска.

## Демографија
По попису из 2010. године број становника је 132, што је 7 (-5,0%) становника мање него 2000. године.
| Група             | 2000.        | 2010.       |
| Белци             | 139 (100,0%) | 131 (99,2%) |
| Афроамериканци    | 0 (0,0%)     | 0 (0,0%)    |
| Азијати           | 0 (0,0%)     | 0 (0,0%)    |
| Хиспаноамериканци | 0 (0,0%)     | 1 (0,8%)    |
| Укупно            | 139          | 132         |